# Joanna Schiller-Rydzewska
Joanna Schiller-Rydzewska – polska kompozytorka i teoretyczka muzyki, profesor sztuk muzycznych.

## Życiorys
Pochodzi z rodziny muzyków, jej ojcem był klarnecista, prof. Marek Schiller; uczyła się gry na fortepianie i flecie w Państwowej Ogólnokształcącej Szkole Muzycznej w Gdańsku. Ukończyła teorię muzyki na Wydziale Kompozycji i Teorii Muzyki Akademii Muzycznej im. Stanisława Moniuszki w Gdańsku, studia skończyła w 1997 roku z tytułem magistra sztuki, który otrzymała na podstawie pracy pt. Sonaty fortepianowe Pierre’a Bouleza napisanej pod kierunkiem Teresy Błaszkiewicz. Doktoryzowała się w dziedzinie nauk humanistycznych na Wydziale Kompozycji, Dyrygentury i Teorii Muzyki Akademii Muzycznej im. Fryderyka Chopina w Warszawie w 2008 roku na podstawie pracy pt. Augustyn Bloch – życie i twórczość (uzyskała stopień 11 lutego 2008 roku), której promotorem był Marek Podhajski. Habilitowała się w dziedzinie sztuk muzycznych (specjalność: teoria muzyki) na podstawie pracy pt. Geneza i współczesna tożsamość środowiska kompozytorskiego w powojennym Gdańsku na Akademii Muzycznej im. Ignacego Jana Paderewskiego w Poznaniu w 2019 roku (uzyskała stopień 7 stycznia 2019 roku). Ukończyła studia podyplomowe z gedanistyki na Wydziale Historycznym Uniwersytetu Gdańskiego w 2021 roku. Otrzymała tytuł profesora sztuk muzycznych w 2025 roku.
Od września 1999 roku do września 2021 roku pracowała na Uniwersytecie Warmińsko-Mazurskim w Olsztynie na stanowisku profesora uczelni, a od października 2021 roku jest zatrudniona na Akademii Muzycznej im. Stanisława Moniuszki w Gdańsku. 

## Dorobek naukowy
Specjalizuje się w kompozycji i teorii muzyki. Zajmowała się m.in. muzyką fortepianową czy muzyką tworzoną przez kobiety, interesuje ją gdańskie środowisko muzyczne. Napisała wiele artykułów naukowych oraz rozdziałów w monografiach; publikowała m.in. w oficynie Routledge. 

### Publikacje książkowe
- Music Education in Continuity and Breakthrough: Historical Prospects and Current References in a European Context (wspóautor: J. Chaciński, UWM Olsztyn[3], 2016)[5]
- Augustyn Bloch: twórca, dzieło, osobowość artystyczna (UMFC Warszawa[3], 2016)[5]